# Vicente Martínez
Vicente Martínez   (Torremocha de Jiloca, c. 1736 - Albarrasí, juliol 1801) fou un compositor aragonès del període Barroc.
Estudià la carrera sacerdotal ensems que perfeccionava els coneixements musicals. Exercí el càrrec de mestre de capella del seu poble natal, pel que n'havia estat nomenat el 1764 i que desenvolupà fins a la seva mort.
Entre les seves composicions, figuren: dos laudates, una sequentia de l'Esperit Sant, una altra sequentia del Corpus Christi, diverses misses, cinc lamentacions, un adjuvamus, 124 cantates i diversos villancets, etc., composicions que es guarden en el temple on fou mestre de capella.